# Achim Mohné
Achim Mohné (* 1964 in Aachen) ist ein deutscher Fotograf, Medienkünstler und Professor für Dokumentarische Fotografie & Transmediales Publizieren an der FH Dortmund. Er hinterfragt in seinen post-fotografischen Werken das Medium der Fotografie im Kontext ihrer digitalen Entwicklung und die Authentizität des fotografischen Bildes im Kontext ihrer Manipulierbarkeit. Er lebt und arbeitet in Köln.

## Leben und Wirken
Mohné studierte an der Universität Essen und postgradual an der Kunsthochschule für Medien Köln.
Seine fotobasierten Arbeiten und innovativen Digitalwerke beschäftigen sich vor allem mit der Rolle von Digitalbildern und Datenvisualisierungen, die als wesentliches Bindeglied zwischen sozialen, interdisziplinären und intermedialen Aktionen im Kontext eines permanenten gesellschaftskritischen und soziopolitischen Diskurses verstanden werden können. Seine Werke bewegen sich auf verschiedenen Realitätsebenen, indem sie etwa Digitales in Analoges, und virtuelle Erfahrungen in materialisierte Objekte rückübersetzen, welche wiederum durch computergestützte Bewegtbilder augmentiert werden oder in die die Wirklichkeit konstituierenden, machtvollen Apparate des Digitalen zurückgespeist werden.
Achim Mohné experimentiert mit den Raum- und Zeit-Intervallen der Medien Fotografie, Film, Video und digitale Bildproduktion. In seinen Versuchen legt er dar, welche überraschenden Gebrauchsweisen in den für uns heute geläufigen Ton- und Bildmaschinen schlummern. Objektive, dokumentarische Aufzeichnungen erweisen sich dabei als komplizierte Konstruktionsvorgänge von n-dimensionalen Ereigniskanälen weit unterhalb unserer illusionären Wahrnehmung. Achim Mohné hat in seinen Projekten und Modellen die behutsame Synchronisierung und Desynchronisierung der audiovisuellen Ereigniskanäle beschrieben, ihre Justierung zu regulären Bild- und Tonbild-Maschinen und den komplementären Vorgang ihrer irregulären Verteilung. Mohnés Strategie der stochastischen Multiprojektilität spielt souverän mit Streuung und Bündelung, mit dem Verlagern von Vorder- und Hintergrund und dem Verwischen von Identität und Differenz.
Er fordert eine kritische Distanz zur Authentizität des post-fotografischen Bildes in multimedialen Installationen, Skulpturen, Performances, Sound- und Videoarbeiten, interaktiven 3D-Visualisierungen mit Augmented Reality oder in VR game engines. Er arbeitet u. a. mit skulpturalen Übersetzungen zwischen digitalen und realen Räumen, begehbaren Arbeiten im öffentlichen Raum und Publikationen. Seine komplexen Interventionen beschäftigen sich mit medienimmanenten Fragestellungen zu Überwachung, Manipulierbarkeit, Künstlicher Intelligenz, Virtualität und überprüfen unseren Umgang mit der Welt im Hinblick auf dringende soziale, technologische, geopolitische, ökologische oder kulturelle Themen, mit einem besonderen Fokus auf Themen des Natur- und Umweltschutzes.
2007 gründete er mit der Designerin Uta Kopp das internationale Kommunikationsprojekt REMOTEWORDS, dass auf den Traditionen der Land Art aufbauend weltweit Nachrichten als aerial view messages verbreitet.
Er ist Gründungsmitglied der internationalen Künstlergruppe darktaxa-project, die sich als Arbeits- und Diskursplattform von Künstlern und Künstlerinnen versteht, die experimentell an der Schnittstelle von Fotografie und neuen digitalen bildgebenden Verfahren arbeiten.
Er lehrte an der Kunstakademie Münster, der Indiana University Bloomington, der Folkwang Universität der Künste, der ETH Zürich, der Hochschule Luzern und der FH Dortmund. An der ETH Zürich unterrichtete er am Fachbereich Architektur von 2013 bis 2018 Fotografie und Neue Medien, von 2019 bis 2020 leitete er das dortige Department für 3D Modelling und 3D Printing. Seit 2021 unterrichtet er Fotografie am Fachbereich Design der FH Dortmund, wo er 2023 zum Professor für Dokumentarische Fotografie & Transmediales Publizieren berufen wurde.

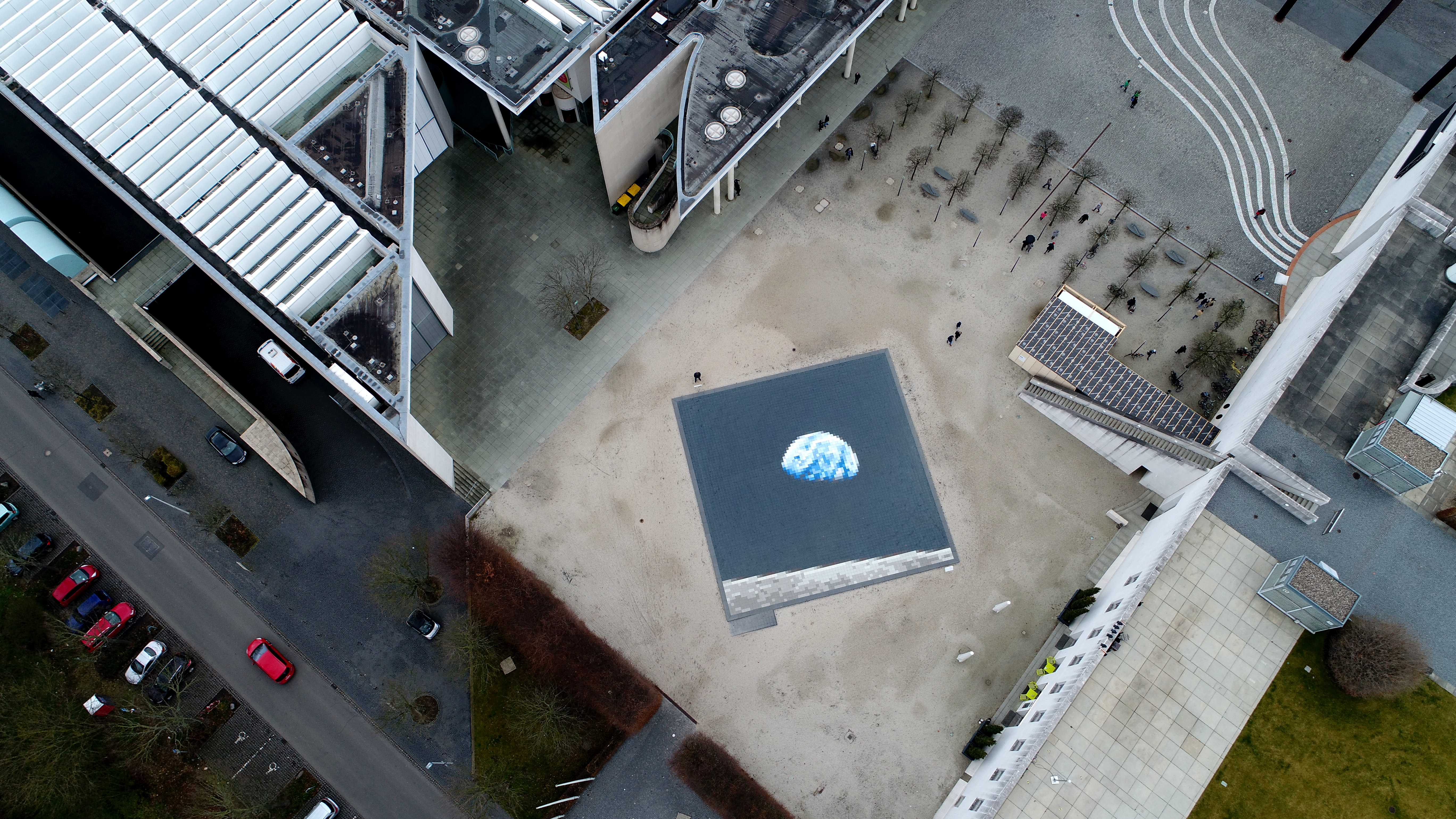
Bonn, Bundeskunsthalle, Achim Mohné, 0,0064 MEGAPIXEL – PLANET EARTH IS BLUE AND THERE‘S NOTHING I CAN’T DO

## Auszeichnungen und Förderpreise
- Environmental Art Award der Kummer-Vanotti-Stiftung (D) (2021)
- Monografie „DI_GI_TA_LIS“ erhielt den Deutschen Fotobuchpreis in Gold 20|21 (D) (2021)
- Artist in residence am jozi art:lab, Johannesburg (ZA) 2009
- Artist in residence KunstRaum Sylt (D) 2008
- Artist in residence am Center for Land Use Interpretation, Los Angeles (USA) 2005
- Berufung in die Deutsche Fotografische Akademie (D) 2004
- Arbeitsstipendium Kunststiftung NRW (D) 2004
- Villa Aurora Stipendium (D/USA) 2000
- Chargesheimer Stipendium der Stadt Köln (D) 1999
- Bremer Videokunstförderpreis (D) 1999
- Hermann Claasen Förderpreis (D) 1997

## Wichtige Ausstellungen und Projekte
- Low_Poly_Tree, Umwelt-Skulpturenpark Bad Honnef 2023
- The_World_seen_through_the_algorithmic_Eyes_of Google_Earth, Galerie Judith Andreae, Bonn 2023
- darktaxa-project: the Regensburg-constellation, Internationales Festival Fotografischer Bilder, Städtische Galerie im Leeren Beutel Regensburg 2023
- Expect the Unexpected – Aktuelle Konzepte für Fotografie, Kunstmuseum Bonn 2023
- 3D-Google-Earth-Model #7, a collaboration with Peter Weibel 2020
- Shenzhen Pingshan Sculpture Exhibition 2019
- Neuer Norden Zürich 2018
- Luther und die Avantgarde, Wittenberg, 2017
- 0,0064 Megapixel – Planet Earth Is Blue And There’s Nothing I Can’t Do, Bundeskunsthalle Bonn 2017
- Zone, with Naoko Tanaka, Echigo-Tsumari Satomaya Museum of Contemporary Art, Kinare 2016
- Ghetto Biennale, Port au Prince, Haiti 2015
- InfoSphere, Globale, Zentrum für Kunst und Medientechnologie Karlsruhe 2015
- Flusser and the Arts, Globale, Zentrum für Kunst und Medientechnologie Karlsruhe und Akademie der Künste 2015
- HeimArt Festival Izumo, Japan (LiveSet with Y. Shibahara, E. Mittelstädt) 2015
- parallel zur Art Cologne 2015: Achim Mohne. Laser_Drawing #5 zu Gast in der Kyotobar Projektraum Schilling, Köln
- Visual Sounds, ON – Neue Musik, Lutherkirche Köln Mühlheim 2014
- 4th Moscow Biennale of Contemporary Art, Moscow 2011
- Gateways, KUMU Art Museum, Tallinn, Estonia 2011
- Hacking the City, Museum Folkwang Essen 2010
- Redefining an urban landscape, Jozi art:lab Johannesburg, South Africa 2010
- Laser_Drawing # 3, Lichtsicht 2008
- LASER_GRAPH, Skulpturenmuseum Glaskasten Marl 2007
- AUFLÖSUNG, Neue Gesellschaft Berliner Kunst Berlin 2006
- THE LEMAY ISLAND PROJECT, The Center for Land Use Interpretation, Los Angeles 2005
- TRANSATLANTISCHE IMPULSE, Martin Gropius Bau, Berlin 2005
- LICHTKUNST AUS KUNSTLICHT, Zentrum für Kunst und Medientechnologie, Karlsruhe 2005
- ICONOCLASH, Zentrum für Kunst und Medientechnologie, Karlsruhe 2003
- ZU IHRER EIGENEN SICHERHEIT, Ludwig Forum für Internationale Kunst, Aachen 2001
- AUTOPSI, Edith-Russ Haus für Medienkunst, Oldenburg 2000
- DIVIDED TV NATION, (Controlled Space), Zentrum für Kunst und Medientechnologie, Karlsruhe 2000
- WIE MAN SIEHT…, Museum Ludwig, Köln 2000
- THE INVISIBLE TOUCH, Kunstraum Innsbruck 2000
- 40 JAHRE KÖLNER KUNST, Kölner Stadtmuseum 1998
- VIDEONALE 8, Videonale, Bonn 1998

## Belege
1. ↑  Pamela C. Scorzin: Achim Mohné. kunstforum.de, abgerufen am 18. Dezember 2023.
2. ↑  Peter V. Brinkemper: Multiprojektiele Medienmodelle. Deutsche Fotografische Akademie, 2005, abgerufen am 18. Dezember 2023.
3. ↑  Achim Mohné & Uta Kopp: Remotewords, 2007 bis heute (2011) Netzprojekt und Schriftzug auf dem Dach des Kumu Kunstmuseums, Goethe-Institut
4. ↑  Philipp Goldbach, Michael Reisch: about darktaxa-project. darktaxa-project.net, abgerufen im Juni 2022.

| Personendaten    | Personendaten      |
| ---------------- | ------------------ |
| NAME             | Mohné, Achim       |
| KURZBESCHREIBUNG | deutscher Künstler |
| GEBURTSDATUM     | 1964               |
| GEBURTSORT       | Aachen             |